# ウド (装甲騎兵ボトムズ)
ウドは、テレビアニメ『装甲騎兵ボトムズ』の前半に登場する、架空の惑星メルキアにある架空の街。

## 概要
テレビシリーズで主人公キリコ・キュービィーが、メルキア軍を脱走し、半年間の逃亡の末に流れ着いた様々な人々が集まった吹き溜まりの街である。
ギルガメスの主星であるメルキアのローラシル大陸の中央付近にあり、かつてその一帯は精密機械の原材料であるヂヂリウムが採れ、多くのコンピューター回路に使われる部品の製造が行われたメルキア屈指の工業地帯であったが、百年戦争末期には敵国のバララント軍の重要な攻撃目標にされた。
それゆえ、衛星軌道上から発射されるミサイルによる猛爆撃により、工業地域一帯は破壊されつくされ、多数の死傷者を出しただけではなく、ウド周辺は不毛の大地と化した。更に猛爆による大気汚染のため、赤い酸の雨が降る程の環境破壊が発生した。
バララントの攻撃でできた直径5kmのクレーターの内部に、中央に位置するメインタワーが地表から地下2階までの三層構造を貫ぬく階層都市がつくられたが、そこへ戦争で家や家族を亡くした難民達が殺到した。しかし、急ごしらえでつくられた街だというだけではなく、難民の中には軍をあぶれた者や、ならず者が多く、そういった者達が闊歩するのが普通となる街となってしまった。それ故、治安が悪いというレベルさえも超えている無法と暴力の街と化した。また戦時中に墜落した宇宙戦艦が地表の階層を突き破って艦首から最下層に突き刺さっており、これは戦後30年以上過ぎた時代になっても撤去されていない。

## 治安警察
暴走族や犯罪者による暴行や略奪は日常化しており、治安警察という一応の自警組織が作られている。
これはウド以外の街にも見られるが、警察という名は付いていても、実際は職業にあぶれた軍人達が形式的に作り上げたものであり、警察としての機能は暴徒鎮圧程度しか持っていない。しかも、警官の多くは自己の保身しか考えておらず、更に犯罪者と手を結び、守るべき市民に対して恐喝することさえも日常茶飯事となってしまったことで、治安は却って悪くなる一方となった。

## ブーンファミリー
ウドの街を牛耳っていたのは、ラルク・レガス・ブーンを長とする「ブーンファミリー」と呼ばれる暴走族であった。
彼らは治安警察と裏取引をし、工場の爆撃跡に点在するヂヂリウムを売りつけてあぶく銭を稼いでいたが、その為に、街の男達をさらい、劣悪な条件下でヂヂリウム採掘作業に当たらせ、女達もさらって慰み物にする街の住民にとって恐怖の存在であった。
しかし、ブーンファミリーの天下も長くは続かなかった。採掘場からの脱走者達の扱いは少なからず反発を呼んでおり、脱走者の反乱に乗じて、ブーンファミリーとの関係に軋みが生じ始めた治安警察署長ガスト・レマルガスが殺害され、その事を口実に、新たに署長へと就任したギムアール・イスクイに攻撃を行わせる口実を作った。
更に、脱走者狩りをしたものの、たった一人、キリコ・キュービィーを抹殺することは出来ず、ゴウト達の協力を得てATに乗ったキリコによってブーンファミリーは蹴散らされ、そこに治安警察の攻撃介入が及び、ブーンは死亡し、ブーンファミリーは散り散りとなった。
生き残った暴走族達は、ブーンの死後も街に留まり、人身売買などに手を染めていたが、再び彼らがウドの支配権を手にすることはなく、治安警察との抗争により、多くの死者を出したとされる。

## バトリング
ウドの街ではバトリング興行も盛んであり、ブールーズ・ゴウトもそのマッチメーカーの一人であった。
バトリングとは軍をあぶれた兵士達がAT（アーマードトルーパー）に乗って戦う賭試合であり、ウドの人々にとっては刺激的で人気のある娯楽となった。また、秘密結社は「ファンタムレディー」の名でパーフェクトソルジャー・プロトワンを選手として参加させ、実戦試験を行っていた。
しかし、キリコたちを追う治安警察の介入よりバトリング興行も減らされ、選手達も治安警察によってキリコ追撃の手駒にされ、ほぼ全滅している。

## パーフェクトソルジャーの試験
ブーンファミリーの壊滅後、新署長イスクイ率いる治安警察が事実上街を支配することとなった。イスクイは元ギルガメス軍少佐だが、秘密結社幹部の一人でもあった。
その目的は小惑星リドで奪取した「素体」と呼ばれる女性の実験だった。彼女は「パーフェクトソルジャー」と呼ばれ、ウドで様々なテストが行われデータ取りが行われた。更にPSを生かすためのヂヂリウム確保も、ウドにおける活動目的の一つであった。
だが、そのPSの調整は思ったほどはかどらず、素体が攻撃目標であるキリコに特別な感情を抱いたため危険分子であるキリコ抹殺を果たせず、更に体内に埋め込んでいた追跡用ビーコンにより、その所在を掴んでいたメルキア軍の介入を許してしまうことになる。

## ウド崩壊
アストラギウス歴7214年2月、ウドの街はキリコと治安警察が火花を散らす中、メルキア軍情報部の要請による降下騎兵部隊ヘルダイバーによる軍事介入を受ける。
情報部によってイスクイと秘密結社の関係が突き止められ、軍は降伏を迫ったがイスクイはPSと組織の秘密を守るための徹底抗戦の命令を受けて見捨てられ、戦いの最中爆発に巻き込まれ死亡する。
メルキア軍は治安警察を追い詰めたがPSを奪取することは出来なかった。更に秘密結社の援軍が到着したことで戦いは激化、収拾不可能なまでに拡大した。最終的に火薬庫への引火による大爆発と火災、階層の崩壊が発生し、ウドは街としての機能を失い多くの犠牲者を出しながら完全に崩壊してしまった。

## その後
30年以上の歳月が過ぎたOVA『幻影篇』の時代には、第95B地区などの一部区域を除いて復興を遂げ、墜落した宇宙戦艦の残骸までが電飾された広告塔と化している。また、バトリング場も昔のままの雰囲気で運営が続けられている。

## ゲームでのウド
プレイステーション用ゲーム『装甲騎兵ボトムズ ライトニングスラッシュ』でもゲーム最初の舞台はウド市である。
キリコは登場人物の会話中に名前が出るだけで姿は見せず、直接主人公達に干渉する事はないが、プレイヤーは雇われてキリコたちを追うバトリング選手たちを妨害するイベントを選択できる。また、ウド崩壊時のテレビシリーズの展開とも重なる。